# Taeniura lymma

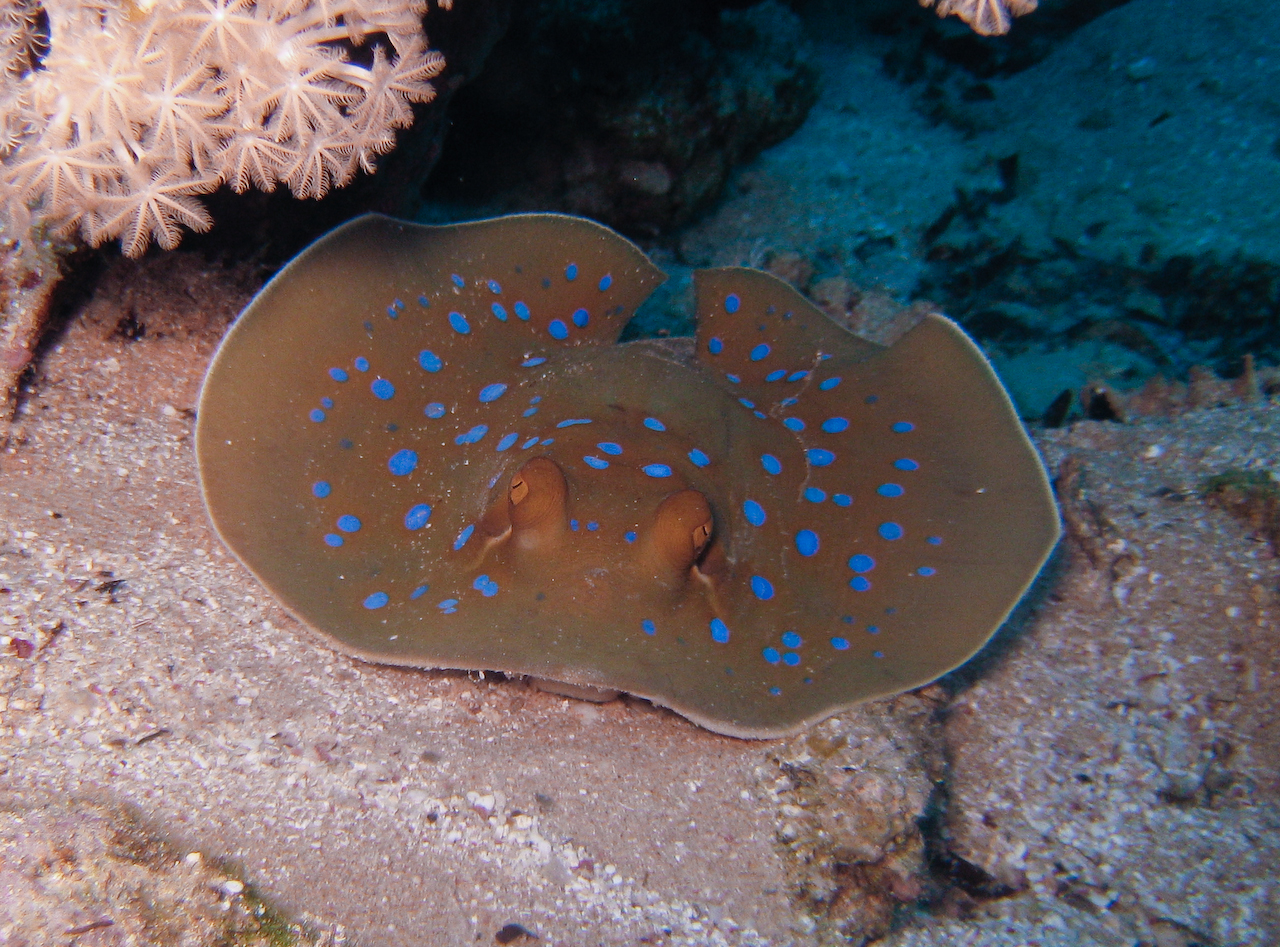

A arraia-uge-manchas-azuis (Taeniura lymma) é um peixe cartilagíneo do gênero Taeniura. Esta arraia colorida tem manchas azuis no corpo e riscas azuis na cauda. Raramente se enterra na areia, preferindo refugiar-se em grutas e debaixo de pedras. O aguilhão da cauda é menos adiantado do que nas outras arraias.